# Polikarpov I-15
Polikarpov I-15 »Čajka« (»Galeb«; rusko Поликарпов И-15 Чайка) je bilo sovjetsko lovsko letalo druge svetovne vojne. 

## Zasnova in razvoj letala
I-15 je bil v testni fazi znan pod imenom CKB-3 in je bil v izboru za novo lovsko letalo skupaj s Tupoljevim lovcem I-14. Pravzaprav je bil konstruktor Polikarpov po tem, ko je bil avgusta 1932 izpuščen iz zapora dodeljen Tupoljevu pri načrtovanju novega lovca. Tupoljev je načrtoval letalo I-14, Polikarpov pa I-14A. Na koncu sta bila za serijsko proizvodnjo izbrana oba lovca, Polikarpov pod oznako I-15.
Letalo je prvič poletelo oktobra 1933 s preskusnim pilotom Čkalovom. Ta dvokrilni lovec z neuvlačljivim podvozjem in odprto kabino je bil sicer zastarel že ob vstopu v službo, vendar je Sovjetska zveza nujno potrebovala letalo, ki bi lahko delovalo v nižjih plasteh ozračja. Prve različice so imele zgornje krilo oblikovano po »galebje«, kar pomeni, da je bil del, pritrjen na trup oblikovan v obliki črke »V«. Pri kasnejših različicah so to odpravili, ker se ta oblika ni izkazala za posebej koristno. 
Letalo je sodelovalo v španski državljanski vojni na strani republikancev, kjer se je izjemno izkazalo, v drugi svetovni vojni pa je bilo uporabljano le v prvih dveh letih, saj je bilo skoraj neuporabno in se ni niti približno moglo kosati z modernimi nemškimi lovci.
Skupaj so izdelali 674 letal izvirne različice, 2408 različic bis, 3437 različic ter ter še nekaj primerkov drugih izpeljank.

## Izpeljanke
- I-15bis (I-152) - enosedežni dvokrilec, oborožitev 4 x 7,62 mm strojnice PV-1 ali ŠKAS, do 150 kg bomb. Opremljen z zračnohlajenim radialnim motorjem M-25V s 775 KM. Ta različica ni imela »galebjega« zgornjega krila.
- I-15ter (I-153) - različica z uvlačljivim podvozjem
- I-152TK - eno izdelano letalo z motorjem, ki je imel dva turbopolnilnika
- I-152GK - eno izdelano letalo z zaprto kabino
- CKB-3bis - prototip
- CKB-3ter - prototip z močnejšim motorjem M-25V

## Uporabniki
| Finska             | Finsko vojno letalstvo (zaseženo) (Ilmavoimat)    |
| Republika Kitajska | Narodna revolucionarna vojska (Guómín Gémìng Jūn) |
| Nemčija            | Luftwaffe (zaseženo)                              |
| Sovjetska zveza    | Vojno letalstvo SZ (Военно-воздушные силы)        |
| Španija            | Špansko vojno letalstvo (Ejército del Aire)       |